# Maxwellův démon
Maxwellův démon je myšlenkový experiment, který formuloval skotský fyzik James Clerk Maxwell, jeden ze zakladatelů statistické fyziky. Jeho základem je problematická (přinejmenším v Maxwellově době) fyzikální definice pojmu informace.

## Historie
Myšlenku předložil Maxwell v roce 1867, kdy pracoval na teoretických základech nauky o teple a kinetické teorie látek. Představme si dvě nádoby se stejným plynem o stejné teplotě. Jsou rozděleny přepážkou, ve které sídlí malý diblík. Rychlosti molekul jsou podle Maxwellova–Boltzmannova rozdělení náhodné, ale diblík každou z nich zná a propouští rychlé molekuly jedním směrem a pomalé druhým. Po čase tak rychlé molekuly zůstanou v jedné nádobě a pomalé v druhé, čímž vznikne rozdíl teplot v nádobách, ze kterého lze získat mechanickou či jinou práci. Při prvním pohledu se všechny tyto úvahy zdají být v pořádku a je tedy podle nich možné aspoň teoreticky sestrojit perpetuum mobile druhého druhu – „démon“ je pouze metafora, která měla poukázat na obecnost Maxwellových úvah, ve skutečnosti může jít o jakoukoliv mechanickou či elektrickou závoru.

## Řešení
Tuto fyzikální hádanku nakonec rozřešili fyzikové Leó Szilárd a Marian Smoluchowski ve 20. století. Porušení druhého termodynamického zákona je „možné“ pouze v případě, že do soustavy nezahrnujeme démona samotného. Problém spočívá v tom, že k tomu, aby znal rychlost molekul, musí ji nejprve změřit, což je fyzikální proces, při kterém vzrůstá jeho entropie. Nejjednodušším „démonem“ je obyčejná jednosměrná záklopka, kterou dokážou otevřít pouze molekuly s dostatečně velkou kinetickou energií. Přitom však z ní část ztratí na samotné otevření – přemění se na teplo. Tepelný gradient se sice vytvoří, ale součet celkových ztrát ze všech otevření záklopky bude větší, než energie, kterou z něj lze získat pro práci.

## Využití
Z výše uvedeného vyplývá, že sestrojit pohon, využívající informace o rychlosti molekul a vytvářející gradient teplot, principiálně lze, bude však málo účinný. Zcela určitě to platí v makrosvětě, kde jej předčí například spalovací motory. Vědci však uvažují o využití tohoto principu k pohonu nanostrojů v měřítkách, kde lze jen obtížně sestrojit například obdobu elektrického nebo spalovacího motoru.
Prvním příslibem se stal pokus japonských vědců na Tokijské univerzitě, kteří využili Brownova pohybu pro zjišťování rychlosti částic v koloidním roztoku a úlohy démona se zhostil syntetický polymerní útvar stočený do řetízku tak, že roztáčet se na jednu stranu pro něj bylo výhodnější než na druhou. Účinnost takového systému je okolo 28 %, což souhlasí s teoretickou předpovědí.